# Manuel Rivera
Manuel Rivera Garrido (Lima, 16 marzo 1978) è un ex calciatore peruviano naturalizzato svizzero, di ruolo centrocampista.

## Carriera
Giunto a Bellinzona giovanissimo, crebbe nel settore giovanile ed esordì in prima squadra nel 1999 nella Lega Nazionale B. Dopo una stagione al Kriens, sempre nella seconda divisione, ritornò al Bellinzona e vi rimase fino al gennaio del 2003 quando passò al Malcantone Agno, in Prima Lega.
Dopo due stagioni passate nel Vaduz, tornò al Bellinzona nel 2005 ed al termine della stagione 2007-2008 conquistò il secondo posto nella Coppa Svizzera e la promozione in Super League, la massima divisione elvetica.
Nell'estate del 2011, causa la retrocessione del Bellinzona, non gli viene rinnovato il contratto così decise di trasferirsi al Chiasso. Nell'estate del 2013, dopo una stagione al Mendrisio, decide di ritirarsi.

## Statistiche

### Presenze e reti nei club
| Stagione          | Squadra           | Campionato        | Campionato | Campionato | Totale   | Totale |
| Stagione          | Squadra           | Campionato        | Presenze   | Reti       | Presenze | Reti   |
| ----------------- | ----------------- | ----------------- | ---------- | ---------- | -------- | ------ |
| 1999-2000         | Bellinzona        | LNB               | 27         | 3          | 27       | 3      |
| 2000-2001         | Kriens            | LNB               | 7          | 0          | 7        | 0      |
| 2001-2002         | Bellinzona        | LNB               | 31         | 2          | 31       | 2      |
| 2002-gen. 2003    | Bellinzona        | LNB               | 20         | 6          | 20       | 6      |
| Totale Bellinzona | Totale Bellinzona | Totale Bellinzona | 51         | 8          | 51       | 8      |
| gen.-giu. 2003    | Malcantone Agno   | 1L                | 15         | 3          | 15       | 3      |
| 2003-2004         | Vaduz             | CL                | 31         | 0          | 31       | 0      |
| 2004-2005         | Vaduz             | CL                | 18         | 1          | 18       | 1      |
| Totale Vaduz      | Totale Vaduz      | Totale Vaduz      | 49         | 1          | 49       | 1      |
| 2005-2006         | Bellinzona        | CL                | 28         | 1          | 28       | 1      |
| 2006-2007         | Bellinzona        | CL                | 33         | 0          | 33       | 0      |
| 2007-2008         | Bellinzona        | CL                | 30         | 0          | 30       | 0      |
| 2008-2009         | Bellinzona        | SL                | 25         | 0          | 25       | 0      |
| 2009-2010         | Bellinzona        | SL                | 12         | 0          | 12       | 0      |
| 2010-2011         | Bellinzona        | SL                | 4          | 0          | 4        | 0      |
| Totale Bellinzona | Totale Bellinzona | Totale Bellinzona | 132        | 1          | 132      | 1      |
| 2011-2012         | Chiasso           | CL                | 9          | 0          | 9        | 0      |
| 2012-2013         | Mendrisio         | 1L                | 2          | 0          | 2        | 0      |
| Totale carriera   | Totale carriera   | Totale carriera   | 292        | 16         | 292      | 16     |